# 东川镇 (兰州市)
东川镇，是中华人民共和国甘肃省兰州市西固区下辖的一个乡镇级行政单位。

## 行政区划
东川镇下辖以下地区：
下车村、马泉村、东河湾村、坡底下村、梁家湾村、龙爪山村和东川社区。